# Pujaudran
Pujaudran é uma comuna francesa na região administrativa de Occitânia, no departamento de Gers. Estende-se por uma área de 17,41 km². Em 2010 a comuna tinha 1 588 habitantes (densidade: 91,2 hab./km²).